# Nuoto ai campionati mondiali di nuoto 2011 - 400 metri misti femminili
La specialità dei 400 metri misti femminili ai campionati mondiali di nuoto 2011 si è svolta presso lo Shanghai Oriental Sports Center di Shanghai, in Cina.
Le qualifiche per finale si sono svolte la mattina del 31 luglio 2011, mentre la finale si è svolta la sera dello stesso giorno.

## Medaglie
| Posizione | Atleta           | Paese       |
| --------- | ---------------- | ----------- |
| Oro       | Elizabeth Beisel | Stati Uniti |
| Argento   | Hannah Miley     | Regno Unito |
| Bronzo    | Stephanie Rice   | Australia   |

## Record
Prima della manifestazione il record del mondo (WR) e il record dei campionati (CR) erano i seguenti.
| Record mondiale       | 4'29"45 | Stephanie Rice Australia | 10 agosto 2008 Pechino, Cina |
| Record dei campionati | 4'30"31 | Katinka Hosszú Ungheria  | 2 agosto 2009 Roma, Italia   |

Nel corso della competizione non sono stati migliorati record.

## Batterie
| Pos. | Atleta                    | Nazionalità   | Tempo   | Batteria | Corsia | Note        |
| ---- | ------------------------- | ------------- | ------- | -------- | ------ | ----------- |
| 1    | Elizabeth Beisel          | Stati Uniti   | 4:34.95 | 3        | 4      |             |
| 2    | Mireia Belmonte Garcia    | Spagna        | 4:36.36 | 4        | 5      |             |
| 3    | Caitlin Leverenz          | Stati Uniti   | 4:36.78 | 3        | 5      |             |
| 4    | Barbora Zavadova          | Rep. Ceca     | 4:36.96 | 5        | 8      |             |
| 5    | Stephanie Rice            | Australia     | 4:37.32 | 5        | 2      |             |
| 6    | Hannah Miley              | Regno Unito   | 4:37.39 | 5        | 4      |             |
| 7    | Xuanxu Li                 | Cina          | 4:37.61 | 5        | 3      |             |
| 8    | Shiwen Ye                 | Cina          | 4:38.18 | 4        | 4      |             |
| 9    | Alexandra Komarnycky      | Canada        | 4:38.82 | 4        | 7      |             |
| 10   | Zsuzsanna Jakabos         | Ungheria      | 4:38.84 | 5        | 6      |             |
| 11   | Katheryn Anne Meaklim     | Sudafrica     | 4:41.07 | 3        | 1      |             |
| 12   | Anja Klinar               | Slovenia      | 4:41.23 | 4        | 6      |             |
| 13   | Joerdis Steinegger        | Austria       | 4:41.33 | 4        | 8      |             |
| 14   | Kirsty Coventry           | Zimbabwe      | 4:42.52 | 4        | 3      |             |
| 15   | Katinka Hosszú            | Ungheria      | 4:42.96 | 5        | 5      |             |
| 16   | Stina Gardell             | Svezia        | 4:44.53 | 5        | 1      |             |
| 17   | Stephanie Horner          | Canada        | 4:44.85 | 3        | 8      |             |
| 18   | Alessia Polieri           | Italia        | 4:45.26 | 4        | 1      |             |
| 19   | Samantha Hamill           | Australia     | 4:45.32 | 3        | 3      |             |
| 20   | Yana Martynova            | Russia        | 4:45.53 | 5        | 7      |             |
| 21   | Lara Grangeon             | Francia       | 4:47.41 | 3        | 6      |             |
| 22   | Georgina Bardach          | Argentina     | 4:48.09 | 2        | 4      |             |
| 23   | Ganna Dzerkal             | Ucraina       | 4:48.17 | 2        | 5      |             |
| 24   | Stephanie Proud           | Regno Unito   | 4:48.31 | 3        | 2      |             |
| 25   | Stefania Pirozzi          | Italia        | 4:48.40 | 4        | 2      |             |
| 26   | Hyerim Kim                | Corea del Sud | 4:48.97 | 2        | 2      |             |
| 27   | Charetzeni Susana Escobar | Messico       | 4:49.95 | 2        | 6      |             |
| 28   | Nadia Vieira              | Portogallo    | 4:51.65 | 2        | 7      |             |
| 29   | Sarra Lajnef              | Tunisia       | 4:51.89 | 2        | 1      |             |
| 30   | Marina Ribi               | Svizzera      | 4:52.49 | 2        | 3      |             |
| 31   | Samantha Arevalo          | Ecuador       | 4:58.87 | 2        | 8      |             |
| 32   | Natthanan Junkrajang      | Thailandia    | 5:03.07 | 1        | 4      |             |
| 33   | Maria Coy                 | Guatemala     | 5:11.28 | 1        | 5      |             |
| 34   | Ana Maria Castellanos     | Honduras      | 5:16.41 | 1        | 3      |             |
| 35   | Daniella Van Den Berg     | Aruba         | 5:18.27 | 1        | 6      |             |
| 36   | Anum Bandey               | Pakistan      | 5:37.11 | 1        | 2      |             |
| -    | Grainne Murphy            | Irlanda       |         | 3        | 7      | non partita |

## Finale
| Pos. | Atleta                 | Nazionalità | Tempo   | Corsia | Note |
| ---- | ---------------------- | ----------- | ------- | ------ | ---- |
|      | Elizabeth Beisel       | Stati Uniti | 4:31.78 | 4      |      |
|      | Hannah Miley           | Regno Unito | 4:34.22 | 7      |      |
|      | Stephanie Rice         | Australia   | 4:34.23 | 2      |      |
| 4    | Mireia Belmonte Garcia | Spagna      | 4:34.94 | 5      |      |
| 5    | Shiwen Ye              | Cina        | 4:35.15 | 8      |      |
| 6    | Xuanxu Li              | Cina        | 4:35.78 | 1      |      |
| 7    | Barbora Zavadova       | Rep. Ceca   | 4:38.04 | 6      |      |
| 8    | Caitlin Leverenz       | Stati Uniti | 4:38.80 | 3      |      |